# 13818 Уллері
13818 Уллері (13818 Ullery) — астероїд головного поясу, відкритий 7 вересня 1999 року.
Тіссеранів параметр щодо Юпітера — 3,339.